# Morten Molle Rasmussen
Morten Rasmussen (Hvidovre, 26 maart 1985) is een Deens voetballer (verdediger) die sinds 2008 voor de Deense eersteklasser AC Horsens uitkomt. Daarvoor speelde hij voor Brøndby IF. Hij maakte zijn professioneel debuut voor Brøndby IF op 2 oktober 2005 tegen AC Horsens.
In 2006 speelde Rasmussen drie wedstrijden voor de Deense U-21.